# John E. Miller

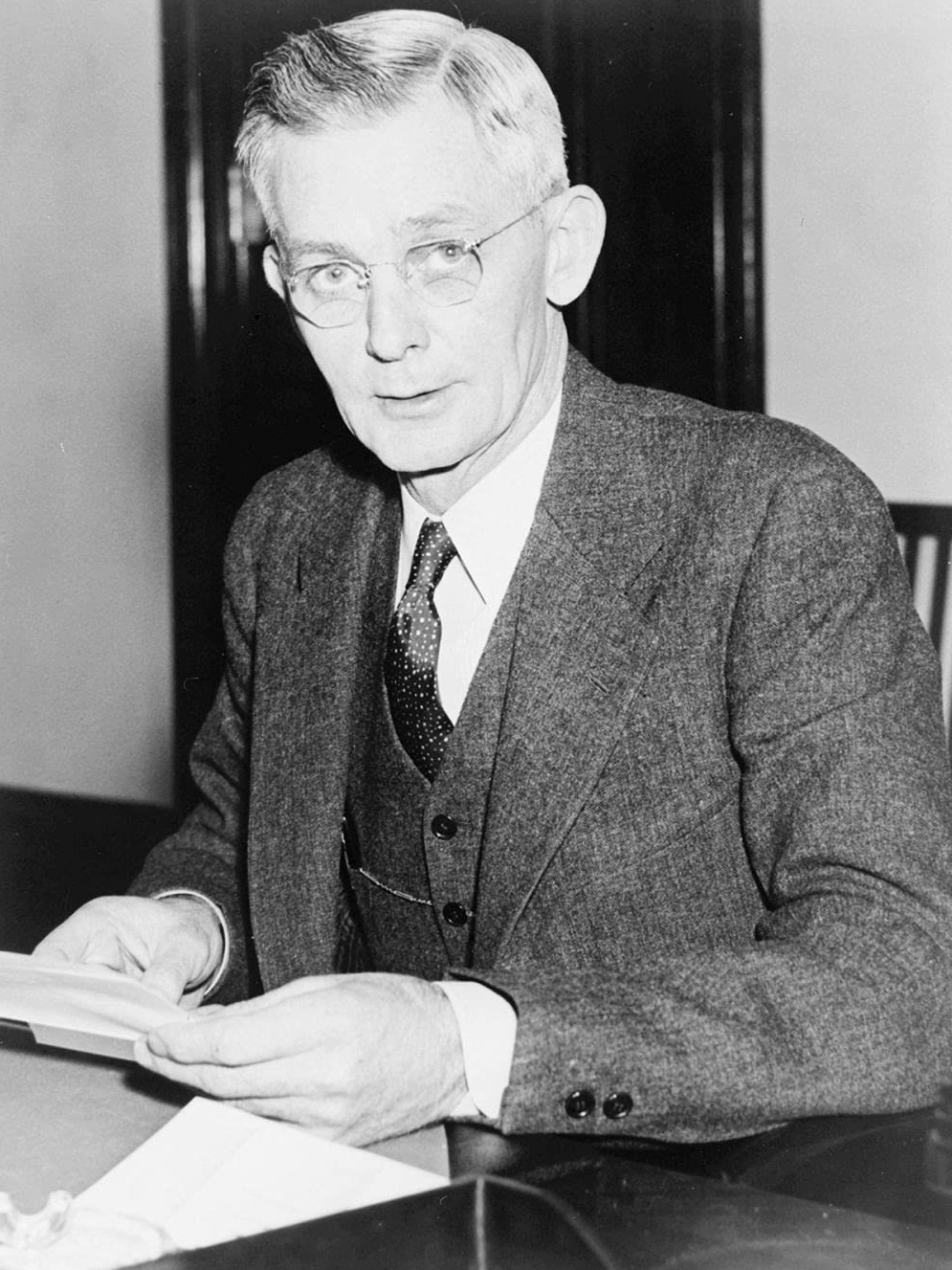
John E. Miller

John Elvis Miller (* 15. Mai 1888 in Aid, Stoddard County, Missouri; † 30. Januar 1981) war ein US-amerikanischer Jurist und Politiker (Demokratische Partei). Er vertrat den Bundesstaat Arkansas in beiden Kammern des Kongresses.
John Miller besuchte zunächst die öffentlichen Schulen, ehe er seine Ausbildung auf dem Southeast Missouri State Teachers College in Cape Girardeau und der Valparaiso University in Indiana fortsetzte. 1912 machte er seinen Abschluss an der juristischen Fakultät der University of Kentucky in Lexington; im selben Jahr wurde er in die Anwaltskammer aufgenommen und zog nach Arkansas, wo er in Searcy zu praktizieren begann.
In der Folge betätigte Miller sich auch im Bankgewerbe und stieg ins politische Geschehen ein. 1918 nahm er am Verfassungskonvent von Arkansas teil; von 1919 bis 1922 fungierte er als Staatsanwalt für den ersten Gerichtskreis des Staates. 1930 wurde er erstmals ins Repräsentantenhaus der Vereinigten Staaten gewählt, wo er nach mehrfacher Wiederwahl bis zum 14. November 1937 verblieb. Er legte sein Mandat dort nieder, da er zum US-Senator gewählt worden war. Als Nachfolger des verstorbenen Joseph Taylor Robinson hätte er dessen noch bis zum 3. Januar 1943 laufende Amtsperiode beenden sollen, trat aber bereits am 31. März 1941 wieder zurück, um einer Berufung zum Richter am Bundesbezirksgericht für den westlichen Distrikt von Arkansas zu folgen.
1967 ging John Miller in den Ruhestand. Bis zu seinem Tod im Jahr 1981 lebte er in Fort Smith.